# Шарлотта (приход)
Шарлотта (англ. parish Charlotte) — единица административно-территориального деления, один из шести приходов государства Сент-Винсент и Гренадины, расположенный в восточной части острова Сент-Винсент. Административный центр — город Джорджтаун.
Площадь — 149 км². Шарлотта — крупнейший по площади территории приход Сент-Винсента и Гренадин.
Население (2000 г.) — 38 000 чел. Население прихода — второе по численности в стране после столичного прихода Сент-Джордж.